# Contarinia lepidii
Contarinia lepidii är en tvåvingeart som beskrevs av Jean-Jacques Kieffer 1909. Contarinia lepidii ingår i släktet Contarinia och familjen gallmyggor.
Artens utbredningsområde är Tyskland. Inga underarter finns listade i Catalogue of Life.